# شهرستان واشینگتن (ویرجینیا)
شهرستان واشینگتن، ویرجینیا (به انگلیسی: Washington County, Virginia) یک سکونتگاه مسکونی در ایالات متحده آمریکا است که در ویرجینیا واقع شده‌است.

## خصوصیات
شهرستان واشینگتن ۱٬۴۶۵٫۹۴ کیلومترمربع مساحت دارد.